# Cueva del Milodón Grande
Cueva del Milodón Grande är en grotta i Chile.   Den ligger i provinsen Provincia de Última Esperanza och regionen Región de Magallanes y de la Antártica Chilena, i den södra delen av landet, 2 000 km söder om huvudstaden Santiago de Chile. Cueva del Milodón Grande ligger 74 meter över havet.
Terrängen runt Cueva del Milodón Grande är platt åt sydväst, men åt nordost är den kuperad. Närmaste större samhälle är Puerto Natales, 16,2 km söder om Cueva del Milodón Grande. 
Trakten runt Cueva del Milodón Grande består i huvudsak av gräsmarker. Trakten runt Cueva del Milodón Grande är nära nog obefolkad, med mindre än två invånare per kvadratkilometer.